# Partit Revolucionari dels Obrers i Camperols de Turquia
El Partit Revolucionari dels Treballadors i Camperols de Turquia (en turc: Türkiye İhtilâlci İşçi Köylü Partisi, TİİKP) era un partit comunista maoista. El TİİKP va ser fundat el 1969 pel grup Proleter Devrimci Aydınlık que s'havia apartat de DEV-GENÇ. El president de TİİKP va ser Doğu Perinçek. El TİİKP era un partit il·legal. Les publicacions principals del partit eren Proleter Devrimci Aydınlık i Şafak.
El 1972, İbrahim Kaypakkaya i altres militants van trencar amb el TİİKP i van formar el Partit Comunista de Turquia/Marxista-Leninista (TKP/ML).
El 1978, el TİİKP va ser succeït pel Türkiye İşçi Köylü Partisi («Partit dels Treballadors i Camperols de Turquia», TİKP). El TİKP més tard es va convertir en un partit legal i es va transformar en el Sosyalist Party («Partit Socialista», SP). El 1992 es va formar l'İşçi Partisi (Partit dels Treballadors, İP) com a continuació del TİKP i l'SP. El 2015 va canviar el seu nom per Vatan Partisi («Partit Patriòtic»).